# Polistes olivaceus
Polistes olivaceus är en getingart som först beskrevs av Deg. 1773.  Polistes olivaceus ingår i släktet pappersgetingar, och familjen getingar. Inga underarter finns listade i Catalogue of Life.

## Bildgalleri

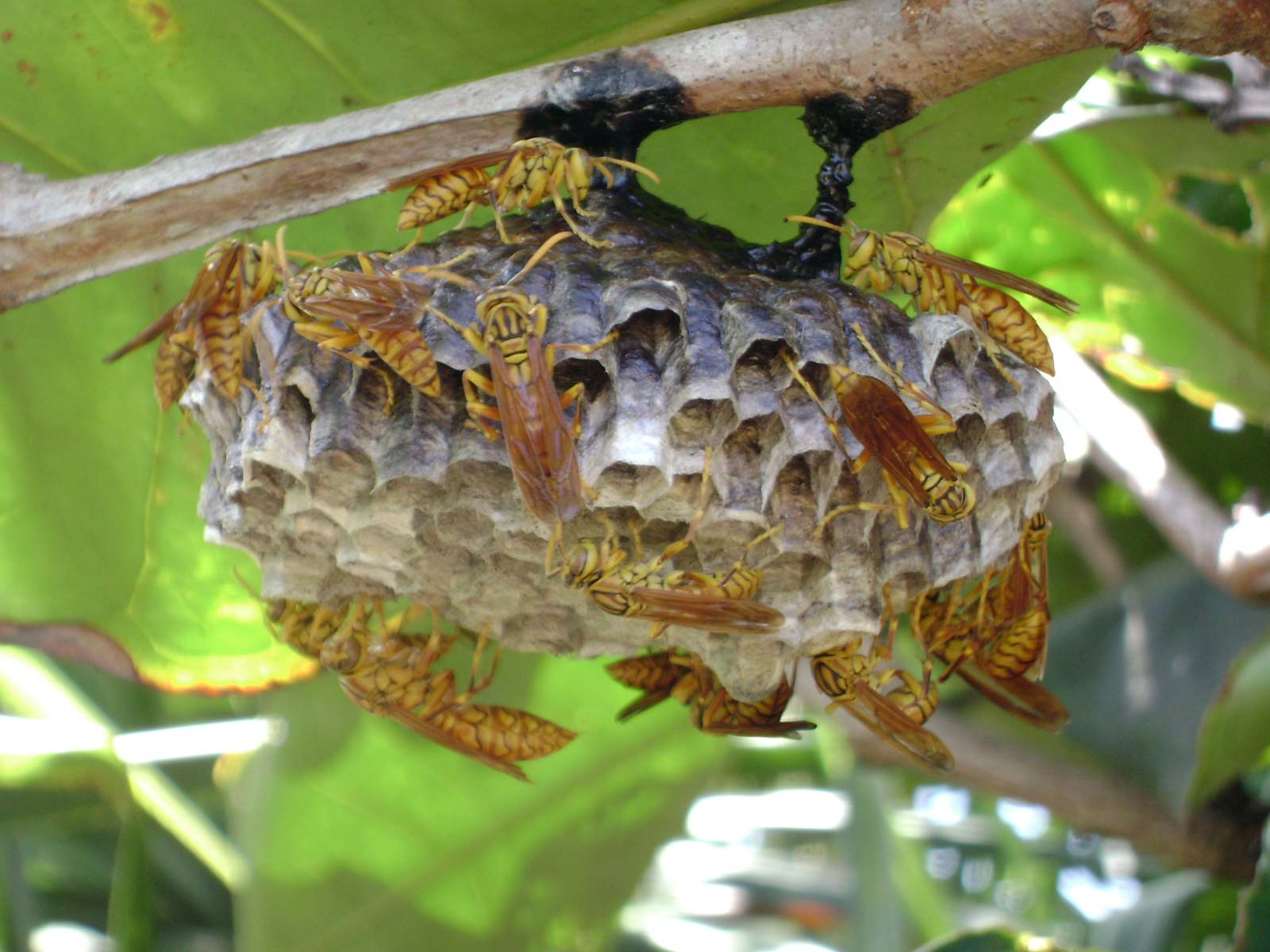